# Fortunato Zora Carvajal
Fortunato Zora Carvajal (Candarave, 14 de octubre de 1894 - Tacna, 8 de junio de 1981) fue un poeta, periodista, historiador y maestro peruano.

## Biografía
Se inició en 1920 publicando artículos y poemas en el Periódico El Ferrocarril de Moquegua, posteriormente escribió para el periódico El Sur de Azángaro desde 1923. 
Durante la ocupación chilena de las provincias de Tacna y Arica, escribió artículos y poemas para el diario peruano La Voz del Sur, este diario se editaba en el interior del buque Ucayali fondeado en el puerto de Arica. Junto a Zora participaron también los tacneños Jorge Basadre Grohmann, Federico Barreto y José Jiménez Borja.
Fue testigo presencial de la reincorporación de Tarata, en 1926, y Tacna, en 1929, al territorio peruano, cuyos actos se narran en su obra Tacna, Historia y Folklore. 
Posteriormente dirigió el periódico La Nación en Tacna, hasta 1932 en que fue clausurado por el Gobierno de Sánchez Cerro.
Además de ejercer la docencia en Candarave, su tierra natal, fue docente en el Colegio Nacional Coronel Bolognesi de Tacna y posteriormente presidente de la asociación de docentes cesantes y jubilados de Tacna.
Fallece en la ciudad de Tacna el 8 de junio de 1981, producto de una insuficiencia cardíaca. Sus restos actualmente descansan en el Cementerio General de la ciudad, en el mismo mausoleo del poeta tacneño Federico Barreto.
El colegio de Candarave, su tierra natal y lugar de refugio de su familia durante la ocupación chilena y otro en la ciudad de Tacna, llevan su nombre en honor a la ardua labor que tuvo para con la cultura tacneña.

## Publicaciones
- Flores Íntimas (poemas, 1921). Imprenta La Joya Literaria – Tacna.
- Alma Sierra (Poesías vernaculares). Imprenta La Joya Literaria.
- Vigil (Biografía del notable filósofo y político tacneño), 1937. Editorial Rosas Sucesores. Cusco.
- Tacna, Historia y Folklore (1954-Primera Edición) (1969-Segunda Edición. Editorial Santa María. Tacna).
- José Santos Chocano, Poeta de América (Biografía novelada). 1970, Editorial Garcilazo de la Vega. Cusco.
- Zela, Precursor y Mártir de la Libertad (Biografía novelada). 1977. Editorial Santa María. Tacna.